# 科羅利夫卡 (扎什基夫區)
49°15′40″N 30°16′27″E / 49.26111°N 30.27417°E
科羅利夫卡（烏克蘭語：Королівка）是位於烏克蘭中部的村莊，由切爾卡瑟州烏曼區的巴什泰奇基市鎮負責管轄。該村面積6.15平方公里，海拔高度212米，2001年人口218，人口密度每平方公里35.4人。